# Carlton Michael Gary
Carlton Michael Gary (* 15. Dezember 1952; † 15. März 2018 in Jackson, Georgia) war ein US-amerikanischer Serienmörder afroamerikanischer Herkunft.

## Leben
Bereits 1966 wurde Gary wegen Drogenmissbrauchs verhaftet. Sein Strafregister umfasste bis zu seinem 18. Geburtstag bereits Einträge wegen Raubes, Brandstiftung und Überfällen.
Am 22. August 1977 trat er in Janesville, New York seine erste Haftstrafe wegen Einbruchdiebstahl, Hehlerei und Drogenbesitzes an.
In der Zeit von September 1977 bis April 1978 fand eine Mordserie in Columbus im Bundesstaat Georgia statt. In diesem Zeitraum wurden sieben Frauen im Alter von 59 bis 89 Jahren in ihren Häusern überfallen, vergewaltigt und ermordet. Acht weitere Vergewaltigungen wurden der Serie ebenfalls zugerechnet. Weil der Mörder seine Opfer mit einer Nylonstrumpfhose erdrosselt hatte, wurde er von den Medien „Columbus Stocking Strangler“ (deutsch etwa „Strumpfwürger von Columbus“) genannt. Spuren am Tatort wiesen darauf hin, dass es sich bei dem Mörder um einen Schwarzen handeln müsse.
Carlton Gary hatte zeitweilig in South Carolina und Georgia Steakhäuser und Fast-Food-Restaurants überfallen und wurde 1979, ein Jahr nach dem letzten Mord, wegen der Überfälle festgenommen. Er gestand die Flucht aus dem New Yorker Gefängnis und auch die Überfälle auf die Restaurants. Im Mai 1983 gelang ihm erneut die Flucht. 1984 wurde durch eine gestohlene und durch einen Verwandten in Michigan registrierte Waffe die erste Verbindung zwischen den Morden und Gary hergestellt. Danach ergaben sich Übereinstimmungen der Fingerabdrücke von den Raubüberfällen und den Morden. Kurz danach wurde er in Albany, Georgia festgenommen.
1986 wurde Carlton Gary wegen dreifachen Mordes, Vergewaltigung und Raub zum Tode verurteilt. Die weiteren Morde wurden im Prozess lediglich eingeführt, um ein Muster nachzuweisen. 2009 hielt der Supreme Court of Georgia die Vollstreckung der Hinrichtung einstweilen auf, um Untersuchungen von DNA-Spuren zuzulassen, die, laut Garys Verteidigern, ihn entlasten würden. Die Analyse erbrachte keine eindeutigen Ergebnisse. Ein Teil der seinerzeit sichergestellten Samenflüssigkeit war allerdings bereits vernichtet worden.

## Hinrichtung
Am 15. März 2018 wurde Gary im Todestrakt im Georgia Diagnostic and Classification State Prison in Jackson im Bundesstaat Georgia mit einer tödlichen Injektion hingerichtet. Kurz zuvor hatte der Oberste Gerichtshof der Vereinigten Staaten einen weiteren Aufschub der Hinrichtung abgelehnt. Das tödlich wirkende Arzneimittel Pentobarbital war von einer Apotheke in Eigenherstellung produziert und für die Hinrichtung zur Verfügung gestellt worden (compounded pentobarbital).

## Dokumentation
Der Sender Investigation Discovery drehte 2017 eine einstündige Dokumentation des Falles.